# Hanriot HD.19
Hanriot HD.19 là một loại máy bay huấn luyện quân sự của Pháp trong thập niên 1920.

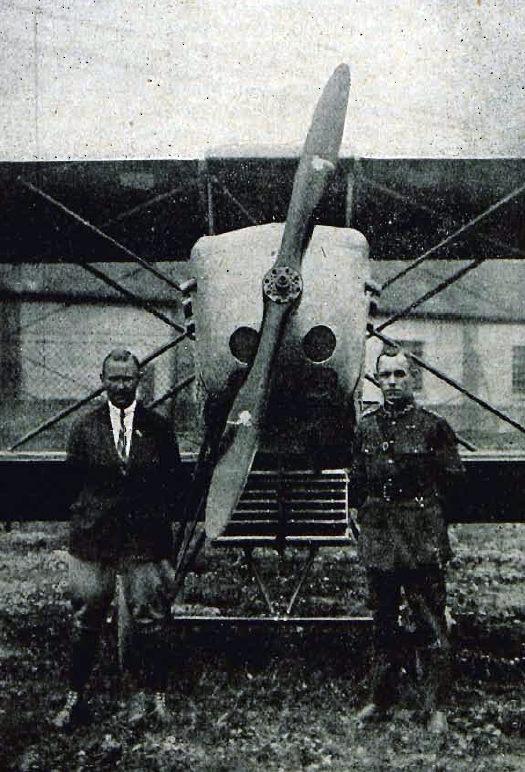
Hanriot H.19

## Quốc gia sử dụng
Tiệp Khắc
 Pháp
- Hải quân Pháp

 Nhật Bản
 Latvia
- Hải quân Latvia

 Ba Lan
- Không quân Ba Lan

## Tính năng kỹ chiến thuật (HD.19)
Đặc điểm tổng quát
- Kíp lái: 2
- Chiều dài: 7.21 m (23 ft 8 in)
- Sải cánh: 9.19 m (30 ft 2 in)
- Chiều cao: 2.23 m (7 ft 4 in)
- Diện tích cánh: 26.7 m2 (287 ft2)
- Trọng lượng rỗng: 660 kg (1.460 lb)
- Trọng lượng có tải: 950 kg (2.090 lb)
- Powerplant: 1 × Hispano-Suiza 8Ac, 134 kW (180 hp)

Hiệu suất bay
- Vận tốc cực đại: 165 km/h (103 mph)
- Tầm bay: 320 km (200 dặm)
- Trần bay: 5.500 m (18.050 ft)